# Elaver depuncta
Elaver depuncta är en spindelart som beskrevs av Octavius Pickard-Cambridge 1898.
Elaver depuncta ingår i släktet Elaver och familjen säckspindlar. Inga underarter finns listade i Catalogue of Life.